# Josef Reidlinger
Josef Eduard Reidlinger (* 22. Dezember 1851 in Ernstbrunn; † 11. März 1907 in Wien) war ein Ringofenbesitzer und Wirtschaftsbesitzer, Bürgermeister von Ernstbrunn und Reichratsabgeordneter.

## Leben
Josef Eduard besuchte die Hauptschule in Ernstbrunn und die Unterrealschule St. Anna in Wien sowie eine Gremial-Handelschule und von 1866 bis 1869 eine Berufsschule für Eisenwaren-Handlungen. Er war ein hoch begabter Schüler und nahm, wie seine Schwester, Klavierunterricht bei Anton Bruckner. In der Pfarrkirche Ernstbrunn spielte er bei Hochämtern die Orgel und gab auch Konzerte im Schloss Ernstbrunn.
Er war Hauptmann der Freiwilligen Feuerwehr Ernstbrunn und bemühte sich um eine Eisenbahnlinie nach Ernstbrunn, am 26. November 1904 wurde der Abschnitt Korneuburg–Ernstbrunn der Lokalbahn Korneuburg–Hohenau eröffnet. Zu diesem Anlass reiste der Wiener Bürgermeister Karl Lueger mit zahlreichen Gästen aus Wien in einem Sonderzug an. Am 14. November 1906 wurde die Verlängerung der Lokalbahn von Ernstbrunn über Mistelbach nach Hohenau eröffnet.
Reidlinger erkrankte an Halsbeschwerden und Erstickungsanfällen und suchte mit einem Kuraufenthalt in Meran Linderung, war danach im Sanatorium Löw in Wien Mariannengasse, wo er verstarb. Er wurde am 14. März 1907 in Ernstbrunn beerdigt.

## Politik
Ab 1888 war Reidlinger Bürgermeister von Ernstbrunn.
Am 8. Mai 1906 wurde er als Abgeordneter der Christlichsozialen Partei mit 6740 Stimmen in den Reichsrat gewählt. Er folgte dabei dem Abgeordneten Johann Schreiber nach. Seine Kandidatur wurde vom Abgeordneten Albert Geßmann, vom Landtagsabgeordneten Ignaz Withalm und vom Bürgermeister Karl Lueger unterstützt.
Er war Mitbegründer des Niederösterreichischen Bauernbundes, der Raiffeisenkasse und Begründer einer vorbildlichen Armenfürsorge, wo Arme regelmäßig Geldbeträge erhielten.

## Anerkennungen
- 1898 Großes Verdienstkreuz in Gold

## Familie
- Sein Vater Franz Reidlinger (1818–1865) wohnte in Ernstbrunn auf Nr. 8 und war ein Eisenhändler, Realitätenbesitzer und Bürgermeister von Ernstbrunn. Er liebte Musik und Theater. Er war am 24. März 1865 in Wien und sah Die schöne Helena von Jacques Offenbach. Auf der Rückfahrt nach Ernstbrunn wurde sein Reiseschlitten in einem heftigen Schneesturm bei Korneuburg mehrmals umgeworfen. Völlig durchnässt und erkältet kam er gegen Mitternacht in Ernstbrunn an, in Folge erlitt er eine Lungenentzündung mit einer Gehirn- und Rückenmarkslähmung. Am 27. März 1865 trat eine Bewusstlosigkeit ein, der Pfarradministrator Josef Pfeifer spendete ihm die letzte Ölung, abends verstarb er. Er wurde am 30. März 1865 im Ernstbrunner Friedhof bestattet.
- Der Bruder seines Vaters Josef Reidlinger war Jurist und wurde der erste Bezirkshauptmann in Mistelbach. Später arbeitete er als Notar in Tulln und verstarb 1875.